# Waxahachie
Waxahachie é uma cidade localizada no estado norte-americano do Texas, no Condado de Ellis.
É onde se localiza o Superconducting Super Collider, desativado em 1993.

## Demografia
Segundo o censo norte-americano de 2000, a sua população era de 21.426 habitantes.
Em 2006, foi estimada uma população de 26.709, um aumento de 5283 (24.7%).

## Geografia

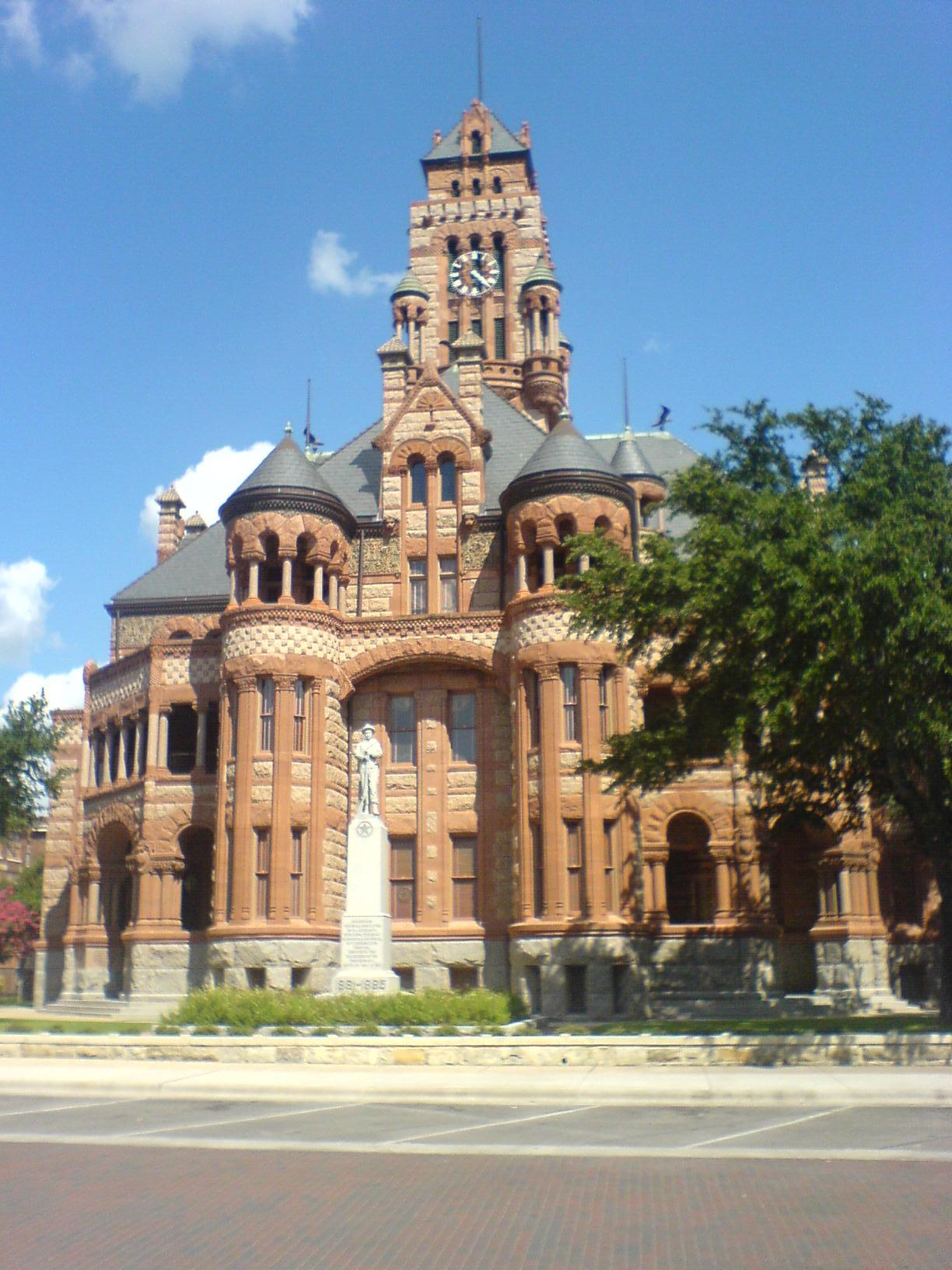
Ellis County Courthouse em Waxahachie

De acordo com o United States Census Bureau tem uma área de
106,6 km², dos quais 103,5 km² cobertos por terra e 3,1 km² cobertos por água. Waxahachie localiza-se a aproximadamente 150 m acima do nível do mar.

## Localidades na vizinhança
O diagrama seguinte representa as localidades num raio de 16 km ao redor de Waxahachie.